# Roberto II del Palatinado
Roberto (o Ruperto) II, conde palatino del Rin (en alemán: Ruprecht II., der Harte (der Ernste); (Amberg, 12 de mayo de 1325-Amberg, 6 de enero de 1398). Fue elector palatino del Rin de la casa de Wittelsbach en 1390–1398.

## Vida pública
Era el hijo mayor de Adolfo del Palatinado y la condesa Irmengarda de Oettingen. El 13 de febrero de 1338 el Palatinado fue dividido entre Roberto II y su tío Rodolfo II, duque de Baviera.[cita requerida] Después de la muerte de su otro tío, el elector Roberto I (quien había sucedido a Rodolfo II), el 16 de febrero de 1390 fue proclamado elector palatino con el consentimiento de Wenceslao, rey de romanos. En 1391 desterró a judíos y prostitutas del Palatinado, confiscó sus propiedades, y lo legó a la Universidad Ruprecht Karl de Heidelberg. En 1395 promulgó la llamada Rupertinische Konstitution que se pretendía que proporcionara la unidad del Palatinado. Entre otras provisiones, incorporó a su reino la anterior Ciudad libre imperial de Neckargemünd.
Fue enterrado en la abadía de Schönau un monasterio cisterciense en Heidelberg.

### Matrimonio y descendencia
Se casó en 1345 con Beatriz de Sicilia y Aragón, hija del rey Pedro II de Sicilia. Tuvieron los siguientes hijos:
1. Ana (1346 - 30 de noviembre de 1415), se casó en 1363 con Guillermo VII de Jülich, I duque de Berg.
2. Federico (1347 - h. 1395).
3. Juan (1349 - h. 1395).
4. Mectilda (n. 1350),  se casó con el landgrave Sigost de Leuchtenberg.
5. Isabel (h. 1351 - 1360).
6. El rey Roberto de Alemania (1352-1410).
7. Adolfo (1355 - 1 de mayo de 1358).